# Vienna (band)
Vienna is een Belgische band uit Brugge. De groep werd in 2009 opgericht en heeft tot op heden een ep, een album en twee singles uitgebracht.

## Biografie
Voor de band Vienna bestond, waren alle leden al eens lid van een ander project geweest. De groep bracht in 2009 hun eerste ep, Arrows, uit. Een jaar later werd hun eerste volledige cd, One Heart At a Time, uitgebracht. Ze werden opgemerkt door onder meer. Maurice Engelen, waardoor ze een contract aangeboden kregen bij platenmaatschappij SonicAngel. Een jaar later werd One Heart At a Time uitgebracht onder het label van SonicAngel.
Vienna's eerste ep, Arrows, bestaat vooral uit powerpop of 'energieke rock'. Op One Heart at a Time domineren ritmische rock en emo-invloeden. Vienna wordt ook wel vergeleken met de Amerikaanse band Paramore.

## Discografie

### Albums
- One Heart At a Time (2010)

### Ep's
- Arrows (2009)

### Singles
- "Lonely Shore"[2]
- "Eenie Meenie"[3] (Justin Bieber cover)

## Formatie

### Huidige leden[4]
- Gayle Van Hollebeke — zang (2009-heden)
- Sven Herssens — gitarist (2009-heden)
- Davy De Vusser — bassist (2014-heden)
- Jelle Reynaert — gitarist (2013-heden)
- Miguel Ryde — drummer (2009-heden)